# Sinterización ceràmica

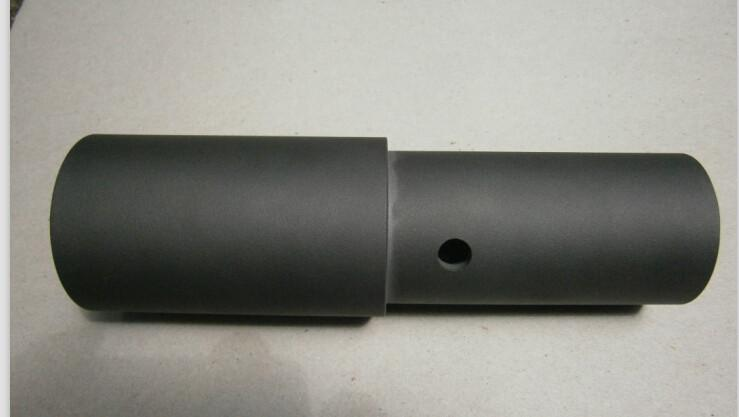
Pieza de carburo de silicio producida por sinterización cerámica

La sinterización cerámica es el proceso de compactación y formación de una masa sólida de material por presión  o calor sin fundirlo hasta el punto de licuefacción. La sinterización se produce como parte de un proceso de fabricación utilizado con metales, cerámicas, plásticos y otros materiales. Las nanopartículas del material sinterizado se difunden a través de los límites de las partículas, fusionándolas y creando una pieza sólida.

## Procedimiento

El calor y la compactación fusionan pequeñas partículas en una masa densa

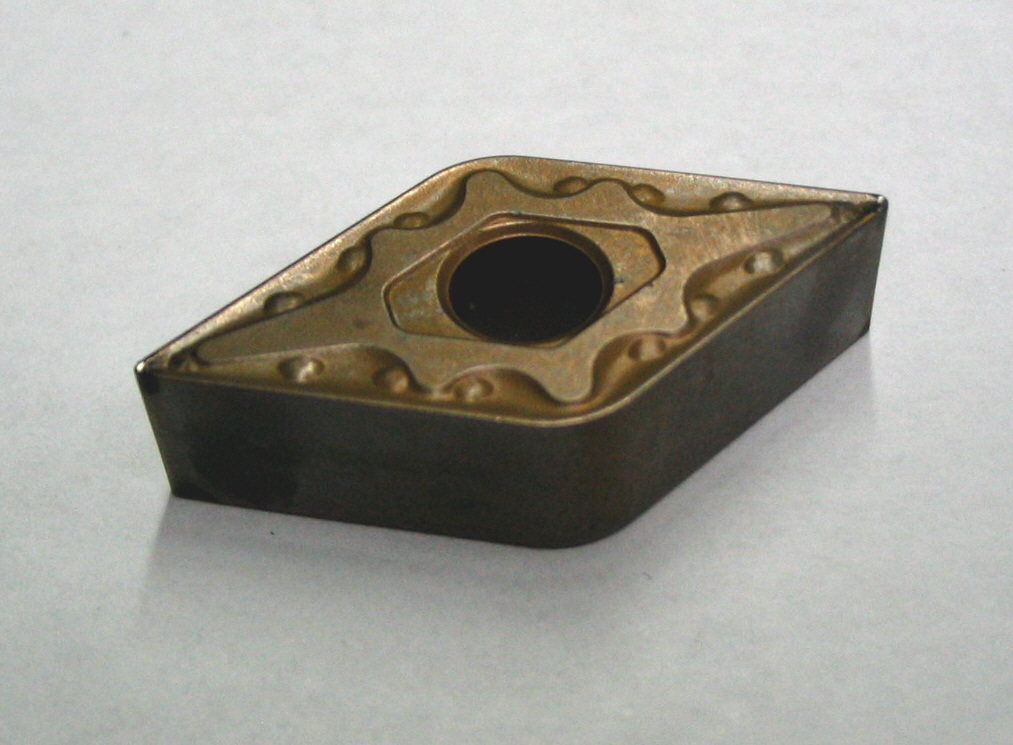
Elemento de corte producido por sinterización cerámica

La sinterización cerámica forma parte del proceso de cocción utilizado en la fabricación de cerámica y otros objetos cerámicos como los calefactores PTC, las resistencias NTC, las resistencias PTR, etc.. La sinterización y la vitrificación (que requiere temperaturas más elevadas) son los dos mecanismos principales detrás de la resistencia y la estabilidad de la cerámica. Los objetos cerámicos sinterizados están hechos de sustancias tales como vidrio, alúmina, circonio, sílice, magnesía, cal, óxido de berilio y óxido férrico . Algunas materias primas cerámicas tienen una menor afinidad por el agua y un menor índice de plasticidad que la arcilla, requiriendo aditivos orgánicos en las etapas previas a la sinterización.
La sinterización comienza cuando se llega a temperaturas suficientes para movilizar los elementos activos en el material cerámico, que puede empezar por debajo de su punto de fusión (normalmente al 50-80% de su punto de fusión), por ejemplo, como prefusión. Cuando se ha producido una sinterización suficiente, el cuerpo de cerámica ya no se descompondrá en el agua; La sinterización adicional puede reducir la porosidad de la cerámica, aumentar el área de unión entre las partículas y aumentar la resistencia del material.
Los procedimientos industriales para crear objetos cerámicos mediante la sinterización de polvo incluyen generalmente:
- mezcla de agua, aglutinante, desfloculante y polvo de cerámica sin cocción para formar una purina
- secando por pulverización la purina
- poniendo el polvo secado con aerosol en un molde y presionándolo para formar un cuerpo verde (nombre que se da a un cuerpo cerámico aún no sinterizado)
- calentando el cuerpo verde a baja temperatura para quemar el aglutinante
- sinterización a alta temperatura para fusionar las partículas cerámicas.

La sinterización se realiza a alta temperatura. Además, podría utilizarse una segunda y/o tercera fuerza externa (como la presión, la corriente eléctrica). Una segunda fuerza externa utilizada habitualmente es la presión. La sinterización realizada sólo por calentamiento se llama generalmente "sinterización sin presión", que es posible con compuestos de metal-cerámica graduadas, utilizando una ayuda de sinterización de nanopartículas y tecnología de moldeo a granel. Una variante utilizada para las formas 3D se llama prensa isostática en caliente.
Para permitir el apilamiento eficiente del producto al horno durante la sinterización y para evitar que las piezas se peguen, muchos fabricantes separan la mercancía mediante láminas separadoras de polvo cerámico. Estas láminas están disponibles en diversos materiales como alúmina, circonio y magnesio. También se clasifican por tamaños de partículas finas, medias y gruesas. Al combinar el material y el tamaño de las partículas con la mercancía que se está sinterizando, se pueden reducir los daños en la superficie y la contaminación a la vez que se maximiza la carga del horno.